# Te iubesc, Libertate!
Te iubesc, Libertate! este un film documentar românesc din 1990 regizat de Vivi Drăgan Vasile, Sorin Ilieșiu, Vlad Păunescu, având ca subiect protestele din Piața Universității din iunie 1990.
Într-un interviu, Vivi Drăgan Vasile povestește cum, împreună cu Sorin Ilieșiu și Vlad Păunescu a făcut scurt-metrajul „Te iubesc, libertate”, cu aparatură de la Buftea. Fiindcă Televiziunea nu arăta deloc Piața Universității, cei trei au propus să ia aparatele cu care, trei zile și trei nopți, au filmat evenimentele de acolo și astfel a ieșit acel scurt-metraj. Au mers cu filmul la Festivalului de Film de la Costinești, dar cei de acolo nu prea voiau să fie proiectat. Vivi Drăgan Vasile a reușit să-i convingă să proiecteze filmul înainte de filmele înscrise la festival. Regizorul Lucian Pintilie l-a văzut și le-a propus să facă un lung-metraj. Întorși în București, au stabilit ca, cu sprijinul lui Stere Gulea, ca realizator, să facă filmul de lung metraj „Piața Universității”.